# Берды (Калужская область)
Берды — деревня в Козельском районе Калужской области. Входит в состав Сельского поселения «Деревня Плюсково».
Расположена примерно в 4 км к северу от деревни Плюсково.

## Население
На 2010 год население составляло 16 человек.